# Пам'ятки архітектури Стрийського району
У Стрийському районі Львівської області нараховується 47 пам'яток архітектури.
| пор.№              | Найменування пам'ятки                                   | Датування           | Місцезнаходження                                                                               | Охоронний № і номер у комплексі | Світлина |
| ------------------ | ------------------------------------------------------- | ------------------- | ---------------------------------------------------------------------------------------------- | ------------------------------- | -------- |
| 1                  | Дзвіниця церкви Св. Михаїла (дер.)                      | ХУІІІ ст. (1826 р.) | с. Верчани                                                                                     | 1439                            |          |
| 2                  | Церква Воздвиження Чесного Хреста (дер.)                | ХУІІІ ст. (1738 р.) | с. Добрівляни                                                                                  | 514/1                           |          |
| 3                  | Дзвіниця церкви Воздвиження Чесного Хреста (дер.)       | ХУІІІ ст.           | с. Добрівляни                                                                                  | 514/2                           |          |
| 4                  | Церква Св. Духа (дер.)                                  | 1810 р. (1824 р.)   | с. Підгірці                                                                                    | 519/1                           |          |
| 5                  | Дзвіниця церкви Св. Духа (дер.)                         | 1810 р.             | с. Підгірці                                                                                    | 519/2                           |          |
| 6                  | Церква Св. Миколи (дер.)                                | 1650 р.             | с. Стрілків                                                                                    | 520/1                           |          |
| 7                  | Дзвіниця церкви Св. Миколи (дер.)                       | ХІХст.              | с. Стрілків                                                                                    | 520/2                           |          |
| місцевого значення |                                                         |                     |                                                                                                |                                 |          |
| 8                  | Церква Св. Параскеви (дер.)                             | 1848 р.             | с. Бережниця                                                                                   | 2039–м                          |          |
| 9                  | Садиба –резиденція Браніцьких                           | п. ХХст.            | с. Бережниця                                                                                   | 2392/1-м                        |          |
| 10                 | Флігель                                                 | п. ХХст.            | с. Бережниця                                                                                   | 2392/2-м                        |          |
| 11                 | Конюшня                                                 | п. ХХст.            | с. Бережниця                                                                                   | 2392/3-м                        |          |
| 12                 | Церква Преображення Господнього (дер.)                  | 1879 р.             | с. Братківці                                                                                   | 2040–м                          |          |
| 13                 | Церква Св.арх. Михаїла (дер.)                           | 1826 р.             | с. Верчани                                                                                     | 2048–м                          |          |
| 14                 | Церква Собору Пресвятої Богородиці (мур.)               | 1908 р.             | с. Вівня                                                                                       | 2383–м                          |          |
| 15                 | Церква Покрови Пресвятої Богородиці (дер.)              | 1856 р.             | с. Гірне                                                                                       | 2042–м                          |          |
| 16                 | Церква Івана Хрестителя (дер.)                          | 1826 р. (1867 р.)   | с. Горішнє                                                                                     | 2384–м                          |          |
| 17                 | Церква святого Дмитрія (мур.)                           | 1821 р.             | с. Добряни                                                                                     | 2385 –м                         |          |
| 18                 | Церква Івана Хрестителя (дер.)                          | 1925 р.             | с. Довголука                                                                                   | 2386–м                          |          |
| 19                 | Церква Пресвятої Трійці / Св. Параскеви П'ятниці (дер.) | ХІХст. (1892 р.)    | с. Жулин                                                                                       | 2043–м                          |          |
| 20                 | Церква Св. Івана Хрестителя (дер.)                      | ХІХст. (1808 р.)    | с. Задеревач                                                                                   | 2056–м                          |          |
| 21                 | Церква Св. Миколая (дер.)                               | 1826 р.             | с. Воля-Задеревацька                                                                           | 2057/1-м                        |          |
| 22                 | Дзвіниця церкви Св. Миколая (дер.)                      | 1826 р.             | с. Воля-Задеревацька                                                                           | 2057/2-м                        |          |
| 23                 | Плебанія                                                | 1863 р.             | с. Воля-Задеревацька                                                                           | 2382/1-м                        |          |
| 24                 | Шпихлір                                                 | 1863 р.             | с. Воля-Задеревацька                                                                           | 2382/2-м                        |          |
| 25                 | Церква Різдва Пресвятої Богородиці (дер.)               | 1925 р. (1929 р.)   | с. Заплатин                                                                                    | 2387–м                          |          |
| 26                 | Церква Воздвиження Чесного Хреста (дер.)                | ХУІІІ ст. (1932 р.) | с. Йосиповичі                                                                                  | 2044/1-м                        |          |
| 27                 | Дзвіниця церкви Воздвиження Чесного Хреста              | ХУІІІ ст.           | с. Йосиповичі                                                                                  | 2044/2-м                        |          |
| 28                 | Церква Св. Миколая (дер.)                               | 1917 р.             | с. Колодниця розібрана в кінці 90-х рр.                                                        | 2388/1-м                        |          |
| 29                 | Дзвіниця церкви Св. Миколая (дер.)                      | 1859 р.             | с. Колодниця розібрана в кінці 90-х рр.                                                        | 2388/2-м                        |          |
| 30                 | Церква Богоявлення Господнього(дер.)                    | XIX ст. (1755 р.)   | с. Лисовичі                                                                                    | 525/1–м                         |          |
| 31                 | Дзвіниця церкви Богоявлення Господнього (дер.)          | XIX ст.             | с. Лисовичі                                                                                    | 525/2–м                         |          |
| 32                 | Церква Св. Юрія (дер.)                                  | 1924 р.             | с. Луг                                                                                         | 2389–м                          |          |
| 33                 | Церква Св. Василія / Успення Пр. Богородиці (дер.)      | 1865 р.             | с. Верхня Луковиця                                                                             | 2041–м                          |          |
| 34                 | Церква Св. Духа                                         | 1810 р.             | с. Нижня Луковиця                                                                              | 2047–м                          |          |
| 35                 | Церква Св. Миколая (дер.)                               | 1823 р.             | с. Монастирець                                                                                 | 2045–м                          |          |
| 36                 | Церква Покрови Пресвятої Богородиці (дер.)              | 1865 р. (1875 р.)   | с. Нежухів                                                                                     | 2046–м                          |          |
| 37                 | Палац Бруницьких                                        | др. п. XIX ст.      | с. Підгірці                                                                                    | 2048-м                          |          |
| 38                 | Церква Св. Косми і Дем"яна (дер.)                       | 1888 р.             | с. Пукеничі                                                                                    | 2059–м                          |          |
| 39                 | Церква Св. Параскеви (дер.)                             | 1688 р. (1939 р.)   | с. П"ятничани                                                                                  | 2050-м                          |          |
| 40                 | Церква Св. Миколая (мур.)                               | 1888 р.             | с. Розгірче                                                                                    | 2390–м                          |          |
| 41                 | Церква Воздвиження Чесного Хреста (дер.)                | 1892 р. (1941 р.)   | с. Семигинів                                                                                   | 2051–м                          |          |
| 42                 | Церква Пресвятої Трійці (дер.)                          | 1654 р.             | с. Сихів                                                                                       | 2054/1-м                        |          |
| 43                 | Дзвіниця церкви Пресвятої Трійці (дер.)                 | 1654 р.             | с. Сихів                                                                                       | 2054/2-м                        |          |
| 44                 | Церква Пресвятої Трійці (дер.)                          | 1850 р.             | с. Станків                                                                                     | 2452–м                          |          |
| 45                 | Церква Св. Миколая (дер.)                               | 1840 р. (1840 р.)   | с. Стриганці                                                                                   | 2053–м                          |          |
| 46                 | Церква Св. Василія (дер.)                               | 1781 р.             | с. Угільня згоріла у 2009 р.                                                                   | 2055/1-м                        |          |
| 47                 | Дзвіниця церкви Св. Василія(дер.)                       | 1781 р.             | с. Угільня Перелік пам'яток Львівської області [Архівовано 16 вересня 2012 у Wayback Machine.] |                                 |          |